# Triple sec
Triple sec is een kleurloze, sterke likeur die naar sinaasappel smaakt en in veel cocktails en recepten wordt gebruikt als zoet- en/of smaakmaker. De drank wordt tevens gedronken (eventueel met ijs) als digestief. De sinaasappelsmaak komt van de gedroogde schillen van (te) vroeg geplukte sinaasappels. De schillen worden in alcohol geweekt om de smaak eraan te onttrekken. Triple sec heeft een gemiddeld alcoholpercentage van 30%, oftewel 60% proof, hoewel het percentage van de verschillende merken varieert tussen 15% en 40%.
'Triple sec' is feitelijk een generieke term voor een kleurloze curaçaolikeur, aangezien het productieproces van triple secs vandaag de dag uiteenloopt en er geen wezenlijk verschil is met de oorspronkelijke curaçaolikeuren. Hoewel het productieproces van triple sec oorspronkelijk een drievoudige destillatie behelsde, wat verschilt van de enkelvoudige destillatie in de meeste curaçaolikeuren, wijken veel producenten die hun product als triple sec op de markt brengen daarvan af.
De triple secs waarvoor een drievoudig destillatieproces is toegepast, hebben doorgaans een krachtiger en pittiger karakter dan de subtielere curaçaolikeuren met een enkelvoudig destillatieproces. De procedure die uit drie destillaties bestaat, verklaart tevens de kleurloosheid van deze likeur.

## Etymologie
Het Franse woord 'sec' betekent 'droog', wat een gemis aan zoetheid inhoudt. In dit geval betekent 'sec' echter 'gedestilleerd', dus niet een gebrek aan suiker maar een sterke sinaasappelsmaak en een hoog alcoholpercentage. De naam van de drank kan tevens refereren aan het feit dat de gedroogde sinaasappelschillen (onder andere van de larahasinaasappel) in drie afzonderlijke destillaties met verschillende soorten sinaasappels gemengd werden (wat het woord 'triple' zou verklaren).

## Geschiedenis
Likeuren op basis van sinaasappel bestaan reeds lang in Europa. Een voorbeeld daarvan is 'Pomeranzenwasser', een likeur op basis van sinaasappel- en citroenschillen die rond 1500 in Duitsland werd gedronken. Het feit dat er op Curaçao gedroogde sinaasappelschillen aanwezig waren, suggereert dat er voor de kolonisatie van het eiland door de Nederlanders (vanaf 1634) lokaal reeds een drank op basis van gedroogde sinaasappelschillen werd gedronken. Vanaf de 17de eeuw brachten Nederlanders de gedroogde sinaasappelschillen voor curaçaolikeur vanuit Curaçao naar Europa, waar deze drank vanaf zeker de 18de eeuw bekendheid genoot.
De eerste triple secs zijn in de loop van de 19de eeuw in Frankrijk ontstaan. Hoewel het productieproces oorspronkelijk specifieker was dan dat van curaçaolikeur, zijn veel van de bekendste triple secs ontwikkeld vanuit een curaçaolikeur. De likeur werd onderhevig aan branding en verschillende merken claimden een specifieke soort curaçaolikeur te maken. Voorbeelden hiervan zijn de twee bekendste triple secs: Cointreau, dat oorspronkelijk in 1849 verkocht werd als 'Curaçao Triple Sec Cointreau', en Grand Marnier, dat in 1827 verkocht werd onder de naam 'Curaçao Marnier'. (Beide worden overigens niet of niet meer als triple sec gepresenteerd.) De producent van Cointreau stelt de eerste te zijn die de term triple sec heeft gehanteerd. Tegelijk claimt de producent van Combier, een nog bestaande likeur die in 1834 in Saumur is ontwikkeld door Jean-Baptiste Combier, de eerste te zijn die een triple sec heeft geproduceerd.
Het is lastig het werkelijke onderscheid tussen een triple sec en een curaçaolikeur te maken, niet in de laatste plaats doordat het idiosyncratische productieproces van de triple sec bij veel merken (die zich desalniettemin triple sec noemen) niet wordt toegepast. Historicus David Wondrich schrijft in dat licht dat 'triple sec' feitelijk een betekenisloze term is geworden, omdat de meeste triple secs op de markt goedkope dranken zijn met een laag alcoholpercentage, waar bovendien verschillende smaakmakers aan zijn toegevoegd. Bovendien zijn er curaçaolikeuren op de markt gebracht die met een andere naam aangeduid werden als triple sec.

## Productieproces
Om de oliën in de meest pure vorm uit de schil te krijgen, worden de sinaasappels geoogst terwijl ze nog niet rijp zijn. Hierdoor blijven de oliën in de schil en trekken zij niet in het vruchtvlees. Voor zover nagegaan kan worden begonnen de variaties van de Fransen in het productieproces van de curaçaolikeuren in de jaren na 1850. De ontwikkeling had voornamelijk betrekking op een hoger percentage alcohol en een blend van drie verschillende destillaties.
Oorspronkelijk werden de schillen in een neutrale alcohol geweekt, maar verschillende bekende producenten weken hiervan af. Louis-Alexandre Marnier bijvoorbeeld koos er in 1891 voor om in plaats daarvan te kiezen voor een gerijpte cognac. Dit heeft uiteindelijk veel navolging gekregen, wat tevens aantoont dat het productieproces van een triple sec verre van eenduidig is. Een van de onderscheidende kenmerken van het productieproces was het feit dat een triple sec driemaal gedestilleerd werd (vaak met verschillende soorten sinaasappel), ten opzichte van de enkelvoudige destillatie van curaçaolikeur. Tegelijkertijd werd ook snel van dit principe afgeweken door producenten die niettemin drank op de markt brachten die triple sec werd genoemd.

## Consumptie
Een triple sec kan gedronken worden als digestief, bijvoorbeeld bij de koffie na een diner. Tegelijkertijd is triple sec een belangrijk ingrediënt voor tal van beroemde cocktails. Voorbeelden hiervan zijn de Sidecar, de Margarita en de Cosmopolitan. 

## Bekende merken
- Aristocrat
- Arrow
- Bandolero
- Bols
- Cointreau
- Combier
- De Beukelaer
- DeKuyper
- Grand Marnier
- Hiram Walker
- McGuinness
- Mohawk
- Mr. Boston
- Senior & Co.

Niet-alcoholische versies zijn ook beschikbaar, waaronder de volgende merken:
- Arrow
- Franco's
- Rose's